# Cova de l'Alarb (Banyuls de la Marenda)
La Cova de l'Alarb, Cova dels Alarbs o Dolmen del Coll de Brau, és un dolmen del terme comunal de Banyuls de la Marenda, a la comarca del Rosselló (Catalunya del Nord). A la bibliografia sobre aquest dolmen se sol esmentar en plural: Coves de l'Alarb, ja que eren tres dòlmens junts; tanmateix, recentment només n'ha estat trobat un.
Està situat a Coll de Brau, a la zona occidental del terme, al sud del Bosc Negre, en el vessant sud-oriental del Pic de l'Estella. S'hi arriba per la carretera local del Coll de Banyuls, deixant-la per seguir un camí carener que s'enfila cap al Pic d'Estela des de la cota 340, just a llevant del pic.
En les excavacions fetes en el lloc es van trobar restes de ceràmica de vasos amb nansa procedents del Bronze final, etapes I i II, que per les seves característiques cal associar a un origen local.